# Tara (miasto w Rosji)
Tara (ros. Тара) – miasto w Rosji, centrum administracyjne rejonu tarskiego w Obwodzie omskim na Syberii. Miasto leży na lewym brzegu rzeki Irtysz, w odległości 302 km od Omska.

## Historia
Miasto założył kniaź Andriej Jelecki w 1594 roku. Miało ono zabezpieczać okolicę przed napadami chana Kuczuma. Mieszkańcami byli miejscowi tatarzy i osadnicy przybyli z Kazania, Permu i innych miast Syberii. Stało się ono centrum osadniczym, wokół którego powstawały wiejskie i kozackie osady. Prawa miejskie nadano w 1782 roku. W 2005 roku liczyło 26,9 tys. mieszkańców.